# Daewoo K11
Daewoo K11 — автоматно-гранатометный комплекс, разработанный в Южной Корее по аналогии с более ранней американской системой OICW: концептуально, конструктивно и по принципу действия, но с рядом упрощений, позволивших снизить массу комплекса до приемлемого уровня: отказ от модульной системы и ручная перезарядка гранатомета. Начальный этап войсковых испытаний прототипов комплекса K11 состоялся в 2010 году, в рамках корейской программы Future soldier system. Комплекс принят на вооружение.

## История
Работа над новым проектом началась в 2000 году под руководством Корейского агентства по оборонным разработкам (ADD). В октябре 2006 года были изготовлены первые семь прототипов комплекса, в мае 2008 года переданы вооруженным силам Южной Кореи. В разработке комплекса принимали участие корейские компании: S&T Daewoo, EO System, ILS Hansung, Poongsan. Армейские испытания были успешно завершены в конце 2008 года, а в начале 2009 K11 был представлен широкой публике на выставке DSEI.

## Описание
Технически комплекс состоит из штурмовой винтовки, разработанной на базе винтовки Daewoo K2 и гранатомета.
Гранатомёт с автоматом имеют общие спусковой крючок и предохранитель-переводчик режимов стрельбы, имеющий 4 положения — безопасное, стрельба гранатами, одиночными выстрелами, фиксированными очередями по 3 патрона. Корпус выполнен из полимерного композита на волокнистой основе, высоконагруженные детали из алюминиевого сплава, ствол — из титанового сплава. Магазины для гранат — пластиковые.

## Выстрел с гранатой дистанционного подрыва
Гранаты разработаны компанией Poosang для использования с автоматической электронно-оптической системой управления огнём (СУО), включающей лазерный дальномер, баллистический вычислитель и установщик взрывателя. СУО обеспечивает установку (программирование) взрывателей гранат на подрыв по отработке заданной дистанции/числа оборотов гранаты.
Взрыватель с подсчётом числа оборотов англ. turn-counting fuze используется для преобразования дальности до цели в накопленное число оборотов, совершённых гранатой, и её подрыва, когда число сосчитанных оборотов совпадёт с введённым при программировании взрывателя. Взрыватель гранаты разработан компанией Hanwha.
Имеется два типа выстрелов. Выстрел K167 массой 110 грамм оснащен электронным взрывателем с тремя режимами установки: контактный подрыв при ударе; контактный подрыв при ударе с задержкой; дистанционный (воздушный) подрыв.
Радиус рассеивания гранат при стрельбе на 300 м составляет 30 см.
При дистанционном подрыве 20-мм гранаты комплекса К11 убойный радиус составляет 6 м, радиус тяжёлых осколочных ранений — 8 м.
При стрельбе по защищённым целям радиус поражения гранатой — 3 — 4 м по целям CRISAT — живой силе в СИБ типа 6Б2. Дистанционный подрыв гранат осуществляется выбором установки взрывателя на воздушный подрыв. Выстрел К167 комплектуется программируемым взрывателем воздушного подрыва К594 с подсчётом числа оборотов гранаты на траектории. Взрыватель головной. Осколочная боевая часть снаряжена взрывчатым веществом на полимерном связующем. Учебно-тренировочный выстрел K168 не содержит взрывчатого вещества.
В мае 2010 года Арабские эмираты приобрели для изучения партию из 40 единиц комплекса Daewoo K11 по цене 560 тыс. долл. США.
В 2017 году компания Daewoo представила второе поколение K11 (2nd gen K11) с уменьшенной массой комплекса и повышенной эффективностью гранаты дистанционного подрыва.